# Gran Premio d'Europa 2005
Il Gran Premio d'Europa 2005 è stata la settima prova della stagione 2005 del Campionato mondiale di Formula 1. Si è corso domenica 29 maggio 2005 al Nürburgring, in Germania. La gara è stata vinta da Fernando Alonso, su Renault, che ha preceduto sul traguardo il tedesco Nick Heidfeld su Williams-BMW, partito dalla pole position, e il brasiliano Rubens Barrichello su Ferrari.

## Vigilia
A partire da questo Gran Premio viene rivisto il formato delle qualifiche, che subisce l'eliminazione della sessione della domenica mattina; la griglia di partenza quindi viene determinata dalla sola sessione del sabato pomeriggio, basata sempre sul giro singolo e con le vetture già in assetto da gara. L'ordine con cui i piloti entrano in pista per il proprio giro viene basato sull’inversione della classifica della gara precedente.
In questo week-end la BAR fa il suo rientro dopo aver scontato in Spagna e a Monaco le due gare di squalifica inflittegli in seguito al GP di San Marino.
Oltre ai piloti titolari, prendono parte alle prove libere del venerdì anche Alexander Wurz con la McLaren, Christian Klien con la Red Bull, Ricardo Zonta con la Toyota e Franck Montagny con la Jordan.

## Prove

### Risultati
Nella prima sessione del venerdì si è avuta questa situazione:
| Pos | Nº | Pilota             | Costruttore      | Tempo    | Gap    | Giri |
| --- | -- | ------------------ | ---------------- | -------- | ------ | ---- |
| 1   | 35 | Alexander Wurz     | McLaren-Mercedes | 1:31.670 |        | 18   |
| 2   | 1  | Michael Schumacher | Ferrari          | 1:32.578 | +0.908 | 10   |
| 3   | 38 | Ricardo Zonta      | Toyota           | 1:32.726 | +1.056 | 21   |

Nella seconda sessione del venerdì si è avuta questa situazione:
| Pos | Nº | Pilota         | Costruttore      | Tempo    | Gap    | Giri |
| --- | -- | -------------- | ---------------- | -------- | ------ | ---- |
| 1   | 35 | Alexander Wurz | McLaren-Mercedes | 1:30.623 |        | 31   |
| 2   | 38 | Ricardo Zonta  | Toyota           | 1:30.630 | +0.007 | 33   |
| 3   | 8  | Nick Heidfeld  | Williams-BMW     | 1:31.813 | +1.190 | 13   |

Nella prima sessione del sabato si è avuta questa situazione:
| Pos | Nº | Pilota             | Costruttore      | Tempo    | Gap    | Giri |
| --- | -- | ------------------ | ---------------- | -------- | ------ | ---- |
| 1   | 5  | Fernando Alonso    | Renault          | 1:30.615 |        | 10   |
| 2   | 10 | Juan Pablo Montoya | McLaren-Mercedes | 1:31.278 | +0.663 | 10   |
| 3   | 9  | Kimi Räikkönen     | McLaren-Mercedes | 1:31.573 | +0.958 | 10   |

Nella seconda sessione del sabato si è avuta questa situazione:
| Pos | Nº | Pilota             | Costruttore      | Tempo    | Gap    | Giri |
| --- | -- | ------------------ | ---------------- | -------- | ------ | ---- |
| 1   | 9  | Kimi Räikkönen     | McLaren-Mercedes | 1:29.680 |        | 11   |
| 2   | 10 | Juan Pablo Montoya | McLaren-Mercedes | 1:29.789 | +0.109 | 13   |
| 3   | 5  | Fernando Alonso    | Renault          | 1:29.987 | +0.307 | 15   |

## Qualifiche

### Resoconto
Le BAR, assenti a Montecarlo, sono le prime a scendere in pista: i tempi di Takuma Satō e Jenson Button vengono battuti da David Coulthard, che si mantiene in testa alla classifica fino a quando il suo tempo non viene battuto da Jarno Trulli; il tempo di riferimento fissato dall'italiano non viene migliorato dalle due Ferrari e viene solamente avvicinato da Juan Pablo Montoya, che riesce comunque a tenersi alle spalle Fernando Alonso. La provvisoria miglior prestazione diventa quella di Mark Webber, che viene subito abbassata dal compagno di squadra Nick Heidfeld; l'ultimo a scendere in pista è Kimi Räikkönen, che si inserisce tra le due Williams: per Heidfeld è la prima pole position della carriera.

### Risultati
Nella sessione di qualifica si è avuta questa situazione:
| Pos | Nº | Pilota               | Costruttore      | Tempo    | Distacco | Griglia |
| --- | -- | -------------------- | ---------------- | -------- | -------- | ------- |
| 1   | 8  | Nick Heidfeld        | Williams-BMW     | 1:30.081 |          | 1       |
| 2   | 9  | Kimi Räikkönen       | McLaren-Mercedes | 1:30.197 | +0.116   | 2       |
| 3   | 7  | Mark Webber          | Williams-BMW     | 1:30.368 | +0.287   | 3       |
| 4   | 16 | Jarno Trulli         | Toyota           | 1:30.700 | +0.619   | 4       |
| 5   | 10 | Juan Pablo Montoya   | McLaren-Mercedes | 1:30.890 | +0.809   | 5       |
| 6   | 5  | Fernando Alonso      | Renault          | 1:31.056 | +0.975   | 6       |
| 7   | 2  | Rubens Barrichello   | Ferrari          | 1:31.249 | +1.168   | 7       |
| 8   | 17 | Ralf Schumacher      | Toyota           | 1:31.392 | +1.311   | 8       |
| 9   | 6  | Giancarlo Fisichella | Renault          | 1:31.566 | +1.485   | 9       |
| 10  | 1  | Michael Schumacher   | Ferrari          | 1:31.585 | +1.504   | 10      |
| 11  | 12 | Felipe Massa         | Sauber-Petronas  | 1:32.205 | +2.124   | 11      |
| 12  | 14 | David Coulthard      | RBR-Cosworth     | 1:32.553 | +2.472   | 12      |
| 13  | 3  | Jenson Button        | BAR-Honda        | 1:32.594 | +2.513   | 13      |
| 14  | 15 | Vitantonio Liuzzi    | RBR-Cosworth     | 1:32.642 | +2.561   | 14      |
| 15  | 11 | Jacques Villeneuve   | Sauber-Petronas  | 1:32.891 | +2.810   | 15      |
| 16  | 4  | Takuma Satō          | BAR-Honda        | 1:32.926 | +2.845   | 16      |
| 17  | 18 | Tiago Monteiro       | Jordan-Toyota    | 1:35.047 | +4.966   | 17      |
| 18  | 20 | Patrick Friesacher   | Minardi-Cosworth | 1:35.954 | +5.873   | 18      |
| 19  | 19 | Narain Karthikeyan   | Jordan-Toyota    | 1:36.192 | +6.111   | 19      |
| 20  | 21 | Christijan Albers    | Minardi-Cosworth | 1:36.239 | +6.158   | 20      |

## Gara

### Resoconto
La procedura di partenza viene ripetuta, in quanto poco prima dell'accensione dei semafori Giancarlo Fisichella segnala un problema con la sua monoposto, che viene portata in pit-lane, dalla quale il pilota prende il via; viene dunque completato una seconda volta il giro di ricognizione e la distanza di gara viene ridotta di un giro, da 60 a 59. Alla partenza Kimi Räikkönen supera Nick Heidfeld, partito dalla pole, e si porta in testa; Jarno Trulli sale in terza posizione, mentre alla prima curva Mark Webber entra in contatto con la vettura di Juan Pablo Montoya e si ritira, costringendo altri piloti ad andare lunghi; Fernando Alonso si porta in quinta piazza dietro a David Coulthard. All'ottavo giro Trulli effettua un drive-through, poiché i suoi meccanici non avevano liberato la griglia di partenza nel tempo stabilito, e perde la terza posizione.
Dopo la prima tornata di pit-stop, Räikkönen rimane in testa davanti ad Heidfeld e ad Alonso, mentre Coulthard viene penalizzato per eccesso di velocità nella corsia dei box e viene passato anche da Rubens Barrichello. Al giro 30 Räikkönen va largo alla curva 5 e Heidfeld passa in testa, ma poi si ferma per la sua seconda delle tre soste previste per lui. Al giro 34 si ritira Ralf Schumacher per un testacoda. A dieci giri dalla fine, effettuate tutte le soste, Alonso si porta al secondo posto davanti ad Heidfeld e nelle tornate successive riduce il suo distacco dal leader Räikkönen, che rallenta il suo ritmo a causa delle vibrazioni alla ruota anteriore destra, con la sospensione che cede all'ultimo giro, costringendo il finlandese al ritiro. Alonso eredita la prima posizione e fa registrare la sua quarta vittoria della stagione, davanti ad Heidfeld e Barrichello, che salgono sul podio; a seguire giungono in zona punti Coulthard, Michael Schumacher, in rimonta dopo un inizio di gara passato a centro gruppo, Fisichella, partito dai box, Montoya e Trulli.

### Risultati
I risultati del Gran Premio sono i seguenti:
| Pos | Nº | Pilota               | Costruttore      | Gomme | Giri | Tempo/Ritiro                              | Griglia | Punti |
| --- | -- | -------------------- | ---------------- | ----- | ---- | ----------------------------------------- | ------- | ----- |
| 1   | 5  | Fernando Alonso      | Renault          | M     | 59   | 1:31:46.648                               | 6       | 10    |
| 2   | 8  | Nick Heidfeld        | Williams-BMW     | M     | 59   | +16.567                                   | 1       | 8     |
| 3   | 2  | Rubens Barrichello   | Ferrari          | B     | 59   | +18.549                                   | 7       | 6     |
| 4   | 14 | David Coulthard      | RBR-Cosworth     | M     | 59   | +31.588                                   | 12      | 5     |
| 5   | 1  | Michael Schumacher   | Ferrari          | B     | 59   | +50.445                                   | 10      | 4     |
| 6   | 6  | Giancarlo Fisichella | Renault          | M     | 59   | +51.932                                   | 9       | 3     |
| 7   | 10 | Juan Pablo Montoya   | McLaren-Mercedes | M     | 59   | +58.173                                   | 5       | 2     |
| 8   | 16 | Jarno Trulli         | Toyota           | M     | 59   | +1:11.091                                 | 4       | 1     |
| 9   | 15 | Vitantonio Liuzzi    | RBR-Cosworth     | M     | 59   | +1:11.529                                 | 14      |       |
| 10  | 3  | Jenson Button        | BAR-Honda        | M     | 59   | +1:35.786                                 | 13      |       |
| 11  | 9  | Kimi Räikkönen       | McLaren-Mercedes | M     | 58   | Sospensione/testacoda                     | 2       |       |
| 12  | 4  | Takuma Satō          | BAR-Honda        | M     | 58   | +1 giro                                   | 16      |       |
| 13  | 11 | Jacques Villeneuve   | Sauber-Petronas  | M     | 58   | +1 giro                                   | 15      |       |
| 14  | 12 | Felipe Massa         | Sauber-Petronas  | M     | 58   | +1 giro                                   | 11      |       |
| 15  | 18 | Tiago Monteiro       | Jordan-Toyota    | B     | 58   | +1 giro                                   | 17      |       |
| 16  | 19 | Narain Karthikeyan   | Jordan-Toyota    | B     | 58   | +1 giro                                   | 19      |       |
| 17  | 21 | Christijan Albers    | Minardi-Cosworth | B     | 57   | +2 giri                                   | 20      |       |
| 18  | 20 | Patrick Friesacher   | Minardi-Cosworth | B     | 56   | +3 giri                                   | 18      |       |
| Rit | 17 | Ralf Schumacher      | Toyota           | M     | 33   | Testacoda                                 | 8       |       |
| Rit | 7  | Mark Webber          | Williams-BMW     | M     | 0    | Collisione con R.Schumacher e J.P.Montoya | 3       |       |

## Classifiche mondiali

### Piloti
| Pos | Pilota               | Punti |
| --- | -------------------- | ----- |
| 1   | Fernando Alonso      | 59    |
| 2   | Kimi Räikkönen       | 27    |
| 3   | Jarno Trulli         | 27    |
| 4   | Nick Heidfeld        | 25    |
| 5   | Mark Webber          | 18    |
| 6   | Giancarlo Fisichella | 17    |
| 7   | Ralf Schumacher      | 17    |
| 8   | Michael Schumacher   | 16    |
| 9   | Juan Pablo Montoya   | 16    |
| 10  | Rubens Barrichello   | 15    |
| 11  | David Coulthard      | 15    |
| 12  | Alexander Wurz       | 6     |
| 13  | Jacques Villeneuve   | 5     |
| 14  | Pedro de la Rosa     | 4     |
| 15  | Christian Klien      | 3     |
| 16  | Felipe Massa         | 2     |
| 17  | Vitantonio Liuzzi    | 1     |

### Costruttori
| Pos | Team             | Punti |
| --- | ---------------- | ----- |
| 1   | Renault          | 76    |
| 2   | McLaren-Mercedes | 53    |
| 3   | Toyota           | 44    |
| 4   | Williams-BMW     | 43    |
| 5   | Ferrari          | 31    |
| 6   | RBR-Cosworth     | 19    |
| 7   | Sauber-Petronas  | 7     |